# Petar Šimić
Petar Šimić (Bihać, 1932. – Beograd, 11. travnja 1990.), admiral JNA, zapovjednik splitske vojne oblasti, pomoćnik Zapovjednika VPO za političko-pravni sektor.
Pred smrt je Šimić bio predsjednik SKJ u JNA. Krajem 1980-ih u javnim je istupima predstavljao tvrdolinijašku struju JNA. Tako je dana 31. siječnja 1989. izdao priopćenje u kojem je optužio neke političare da "guraju jugoslavenski brod na hridi". Premda ih tada nije imenovao, bilo je jasno da se radi o hrvatskim i slovenskim političarima; posebice se to odnosilo na Stipu Šuvara, tada predsjednika CK SKJ. Šimić je dodao i da će se "Vojska suprostaviti svom svojom snagom bilo kome tko želi igrati opasne igre s tekovinama naše borbe i socijalističke revolucije".
Na jednoj od sjednica gdje su se vodile žučne diskusije, prema službenoj verziji, doživio je moždani udar i umro.